# ثيوفيلوس الهندي
كان ثيوفيلوس الهندي (باللاتينية: Theophilus Indus) وأيضاً يدعى الإثيوبي (باللاتينية: Aethiops) (ولد في القرن 4 - توفي عام 364) هو مطران آريون الذي كان بالتناوب مع وضد الإمبراطور الروماني قنسطانطيوس الثاني.
تعود أصول ثيوفيلوس الهندي إلى المالديف وجاء إلى بلاط قسطنطين الأول عندما كان شاباً وعين شماس تحت مطران آريون يوسابيوس النيقوميدي. في نهاية المطاف نفي لأن قسطنديوس كان يعتقد أنه يؤيد ابن عمه قسطنديوس جالوس المتمرد. اشتهر بقدرته على العلاج وتم استدعائه مجدداً للبلاط لعلاج زوجة قنسطانطيوس الثاني الامبراطورة يوسيبيا وتكللت مهمته بالنجاح. نفي مجدداً مرة أخرى لدعمه اللاهوتي أيتيوس غير المفضل لدى الآريوسية.
نحو 354م أرسل الإمبراطور قنسطانطيوس الثاني ثيوفيلوس في بعثة إلى جنوب آسيا عبر شبه الجزيرة العربية حيث يقال أنه قد اجتذب الحميريين لديانته وبنى ثلاث كنائس في جنوب غرب الجزيرة العربية كما أنه حول بعض الهنود إلى المسيحية.